# جامباتسا
جامباتسا (به ایتالیایی: Gambatesa) یک کومونه در ایتالیا است که در استان کامپوباسو واقع شده‌است.

## خصوصیات
جامباتسا ۴۲٫۹ کیلومترمربع مساحت و ۱٬۶۵۴ نفر جمعیت دارد.